# Saint-Pierre-Tarentaine
Saint-Pierre-Tarentaine település Franciaországban, Calvados megyében. Lakosainak száma 376 fő (2018. január 1.). Saint-Pierre-Tarentaine Le Bény-Bocage, Brémoy, Montamy, Montchauvet és Le Tourneur községekkel határos.

## Népesség
A település népessége az elmúlt években az alábbi módon változott:
| Lakosok száma | 419  | 364  | 301  | 276  | 254  | 328  | 358  | 366  | 374  | 376  |
|               | 1962 | 1968 | 1982 | 1990 | 1999 | 2008 | 2011 | 2013 | 2017 | 2018 |